# Kostel svaté Maří Magdaleny (Šebkovice)
Kostel svaté Maří Magdaleny je kulturní památka v Šebkovicích. Je filiálním kostelem farnosti Babice u Lesonic.

## Historie
Kostel stojí na severozápadě obce obklopen hřbitovem. Je to původně rotunda. Zbudována byla koncem dvanáctého století jako součást širšího hradiště z 8. století, plnila i obranné úkoly, o nichž dodnes svědčí tři dochované střílny. V šestnáctém století (pozdní gotika) byla půlkruhová apsida nahrazena obdélníkovým presbytářem; pozdní gotika je velmi patrná v obojích dveřích spojujících presbytář se sakristií a ve svatostánku zabudovaném ve zdi. V 18. století kostel prošel barokní úpravou. V téže době má svůj původ socha patronky kostela: svatá Maří Magdalena pod ukřižovaným Kristem, ta byla umístěa na hlavním oltáři. Kříž v čele prostoru pochází od Františka Bílka (1910), součástí kněžiště je gotická křtitelnice. Kolem roku 1910 byl postaven nový kamenný obětní oltář a ambon.

Na konci 70. let 20. století byl proveden archeologický průzkum pod podlahou kostela a byla položena nová dlažba kostela. Při průzkumu byly objeveny základy věže, základy půlkruhové apsidy a zbytky keramiky. Byly také obnoveny vnější omitky a bylo objeveno románské okno a dřívější portál na jižní straně budovy.

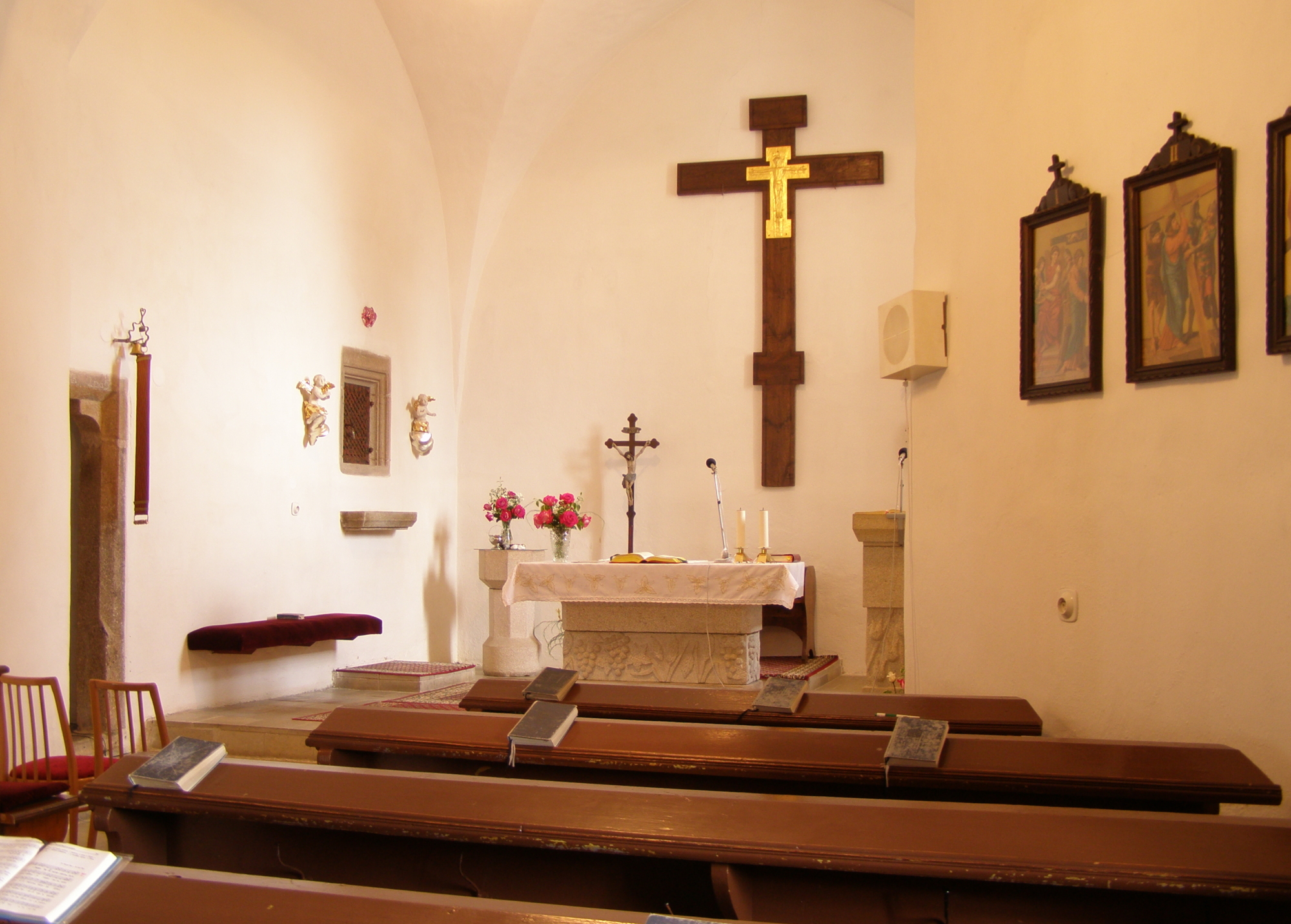
Interiér kostela

Střechu pokrývá šindelová krytina. Pod objektem je krypta. Zvony jsou z roku 1968.